# Akira Yokoi
Pour les articles homonymes, voir Yokoi.
Pas d'image ? Cliquez ici

b Matchs officiels uniquement.
Dernière mise à jour le 8 novembre 2021.
Akira Yokoi (横井 章, Yoko'i Akira), né le 1er mai 1941, est un joueur japonais de rugby à XV ayant été sélectionné 17 fois en équipe nationale entre 1967 et 1974. Il évolue au poste de centre. Au cours de sa carrière internationale, il marque un essai, une transformation et une pénalité soit un total de huit points.